# ガレア
ガレア（ラテン語：galea）はローマ軍で使われた兜。またローマ軍だけでなく、剣闘士にも使われた。古代社会において製品の規格化は徹底されておらず、手作業での工程だったため、細かな形状は時代、所属部隊だけでなく、個人の兵士ごとでも異なっている。

## 形状の種類

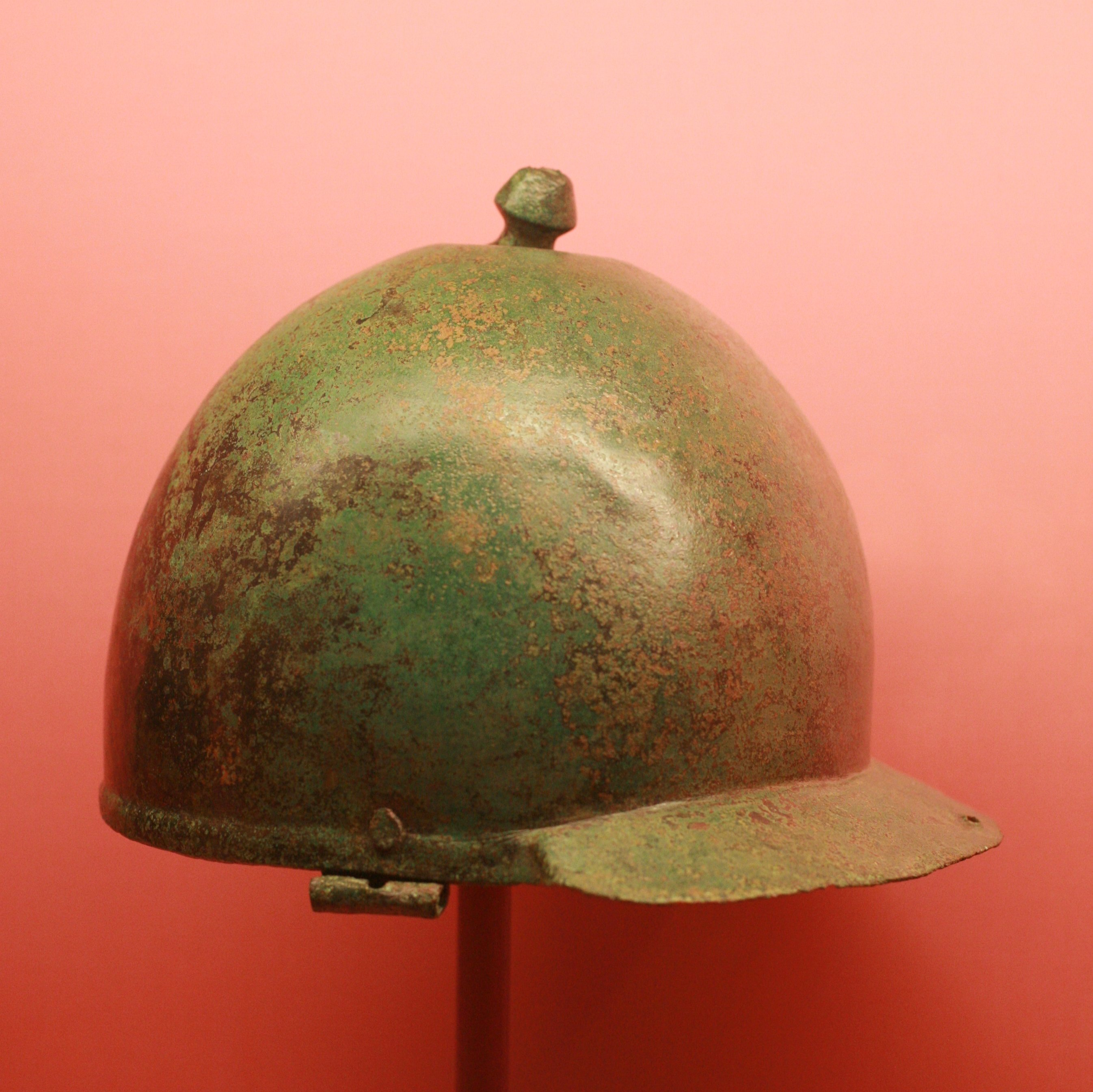
モンテフォルティノ型

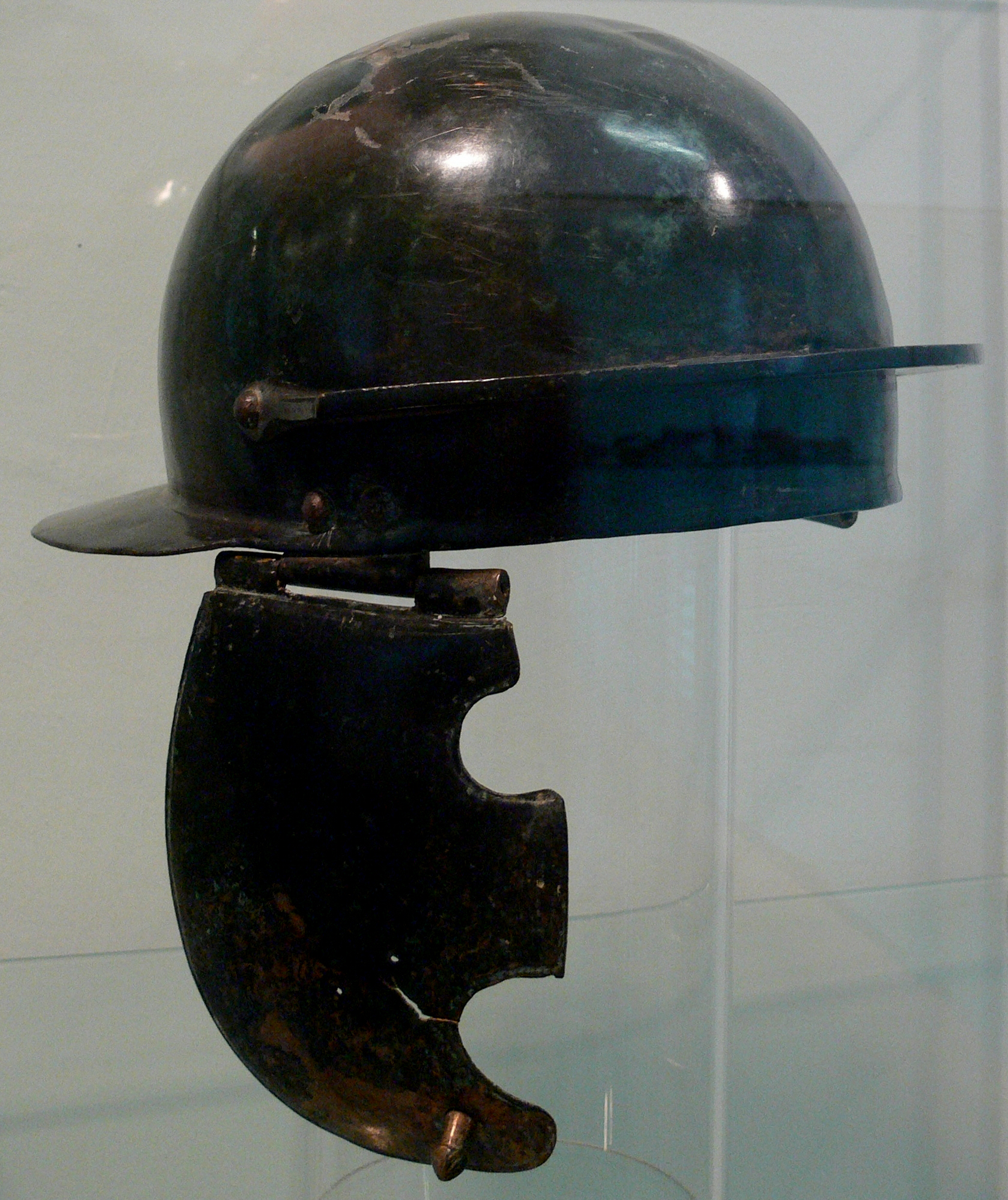
コールス型

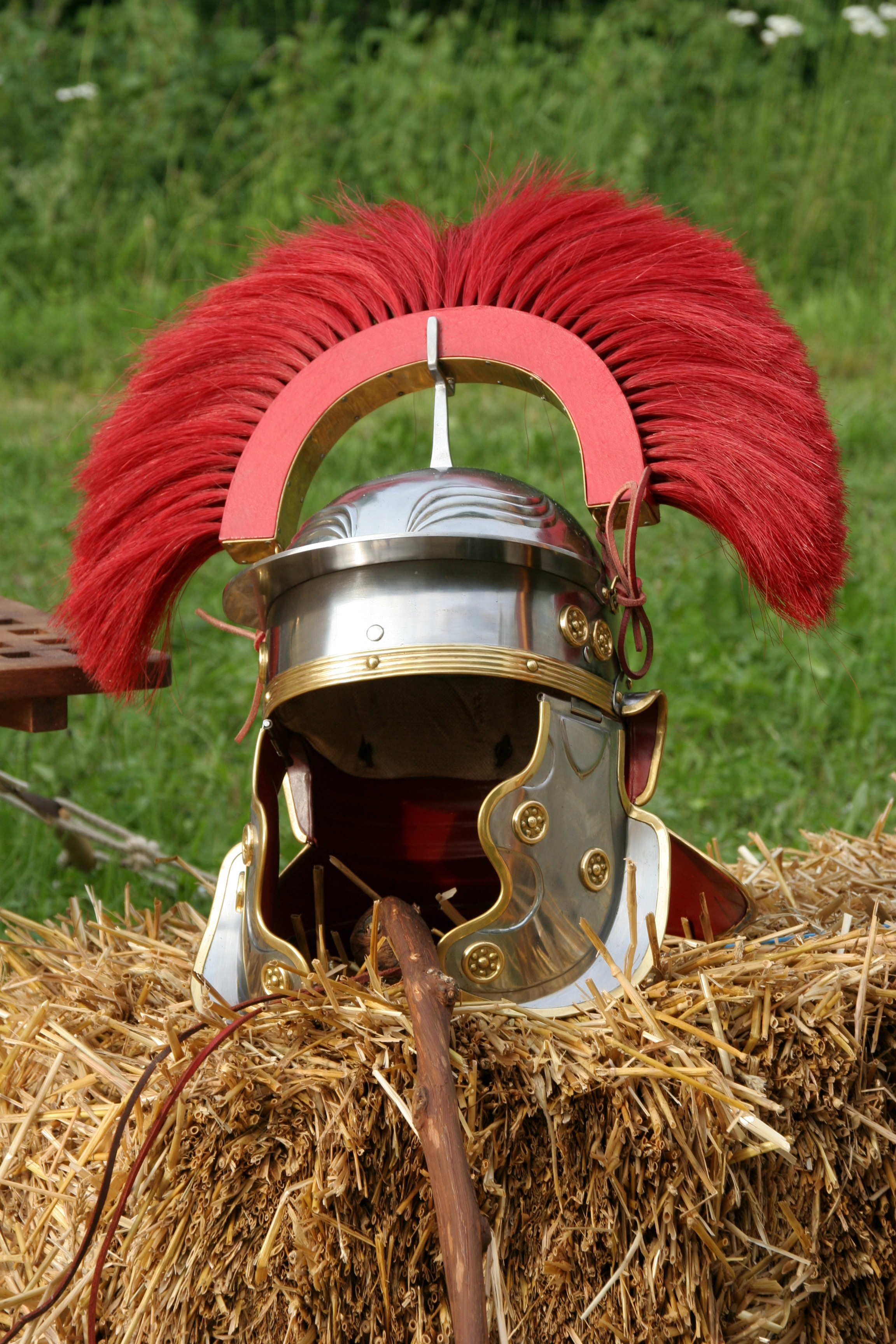
インペリアル・ガリック型（百人隊長用、2世紀末）

ガレアの形状は北方のエトルリア人から、またイタリア半島南部の古代ギリシア人からも影響を受けた。形状の様式として以下の形がある。
- モンテフォルティノ型 - 紀元前4世紀から紀元前1世紀まで。椀をひっくりかえしたような兜で頬当てはないことが多い。
- コールス型 - 紀元前3世紀から1世紀後半まで。頬当て、眉庇、延髄を守るためのしころがついている。ケルト人の影響を受けた。
- インペリアル型 - インペリアル・ガリック（紀元前1世紀後半 - 2世紀）とインペリアル・イタリック型（紀元前1世紀末 – 3世紀初頭）とに分かれる。最も長く作られた型で、現在の研究ではさらに詳細の違う数種類に分類されている。映画などの影響で、一般にもっとも「ローマ軍団兵」のイメージに近い形である。

また古代ローマ人はガレアの頭頂部に飾りをつける風習があり、主に鳥の羽毛または馬の毛が使われた。ウェゲティウスの言によれば一般の軍団兵は垂直に、百人隊長は横に広がる形でつけられたという。